# گیاه نمدی
گیاه نَمَدی (نام علمی: Kalanchoe beharensis) نام یک گونه از سرده کالانکوئه است.